# Le Magnifique Texan
Pour plus de détails, voir Fiche technique et Distribution.
Le Magnifique Texan (Il magnifico texano) est un western spaghetti hispano-italien sorti en 1967, réalisé par Luigi Capuano, sous le pseudonyme de Lewis King. 

## Synopsis
Le juge Wilkins dirige une bande de bandits qui sème la terreur dans une bourgade mexicaine. Manuel Lopez est amoureux de sa fille Evelyn, et renonce à se venger du père de sa dulcinée, mais pas à faire cesser ses entreprises criminelles.

## Fiche technique
- Titre français : Le Magnifique Texan[1]
- Titre original italien : Il magnifico texano
- Titre espagnol : Diez horcas para un pistolero[2]
- Réalisation : Luigi Capuano (sous le pseudo de Lewis King)
- Scénario : Lewis King, Arpad De Riso (sous le pseudo de Robert Keaton), Manuel Martinez Remis
- Genre : western spaghetti
- Musique : Francesco de Masi (sous le pseudo de Frank Mason)
- Production : R.M. Films, Selenia Cinematografica
- Photographie : Pablo Ripoll
- Format d'image : 1.85:1
- Montage : Antonio Gimeno
- Durée : 103 min
- Décors : Nicola Tamburro
- Costumes : Massimo Bolongaro
- Pays de production :  Espagne,  Italie
- Langues originales : italien, espagnol
- Dates de sortie :
  - Italie : 28 juillet 1967[3]
  - France : 27 janvier 1971[1]

## Distribution
- Glenn Saxson : Manuel Lopez
- Massimo Serato (sous le pseudo de John Barracuda) : Blackie Stark
- Mariateresa Gentilini (sous le pseudo de Barbara Loy) : Evelyn Wilkins
- Beny Deus : juge Wilkins
- Anna Miserocchi (sous le pseudo d'Helen Wart) : Corina Wilkins
- Gloria Osuña : Carmen
- Fulvia Franco (sous le pseudo de Lola Larsen) : Molly
- Giorgio Cerioni (sous le pseudo de George Greenwood) : William
- Glauco Onorato (sous le pseudo de Richard Stark) : José Pereira
- Nerio Bernardi (sous le pseudo de Nerik Berkoff) : Cico
- Louis Induni : shérif
- Mirella Pamphili (sous le pseudo de Mary Sullivan)
- Rossella Bergamonti (sous le pseudo de Patricia Carr)
- Ignazio Balsamo (non crédité) : Santiago
- Roberto Messina (non crédité) : un homme de Stark
- Osiride Pevarello (non crédité) : un homme de Stark
- Riccardo Pizzuti (non crédité) : Jimmy Stark
- Mimmo Poli (non crédité) : barman
- Elio Angelucci (non crédité) : un habitant